# 蒂尤斯
蒂尤斯（法語：Tilhouse，法語發音：[tijuz]）是法国上比利牛斯省的一个市镇，属于巴涅尔德比戈尔区。

## 地理
蒂尤斯（43°5'14"N, 0°18'32"E）面积6.51 平方千米，位于法国奧克西塔尼大區上比利牛斯省，该省份为法国西南部内陆省份，北至热尔省，西接大西洋比利牛斯省，南与西班牙接壤，东临上加龙省。
与蒂尤斯接壤的市镇（或旧市镇、城区）包括：卡普韦恩、阿沃扎克-普拉特-拉伊特、萨尔拉布、邦凯-莫莱尔。
蒂尤斯的时区为UTC+01:00、UTC+02:00（夏令时）。

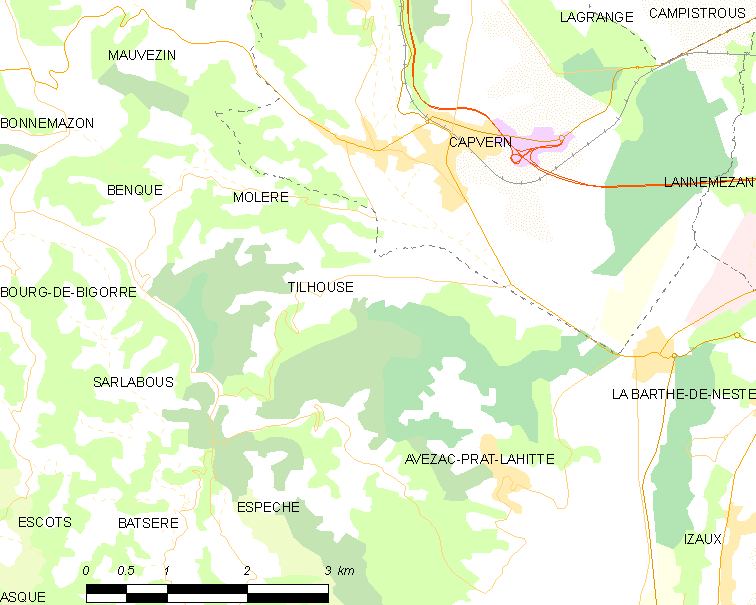
蒂尤斯的OSM定位图

## 行政
蒂尤斯的邮政编码为65130，INSEE市镇编码为65445。

## 政治
蒂尤斯所属的省级选区为阿罗斯河与巴伊斯河谷县。

## 人口

1962-2008年间蒂尤斯人口变化图示

蒂尤斯于2022年1月1日时的人口数量为225人。